# Don't Let Me Be Yours
Don't Let Me Be Yours è un singolo della cantante svedese Zara Larsson, pubblicato il 2 giugno 2017 come settimo estratto dal secondo album in studio So Good.

## Video musicale
Il video musicale, diretto da Daniel Kaufman, è stato reso disponibile tramite YouTube il 12 maggio 2017. Il tema è il potere femminile, che segue la storia di una giovane ragazza che si aspira a diventare un pilota.

## Tracce
Testi e musiche di Zara Maria Larsson, Steve Mac, Ed Sheeran e Johnny McDaid.
Download digitale, streaming
1. Don't Let Me Be Yours – 3:19

Download digitale, streaming – Remixes
1. Don't Let Me Be Yours (Black Chiney Remix) – 3:25
2. Don't Let Me Be Yours (AObeats Remix) – 4:11

## Formazione
Hanno partecipato alle registrazioni, secondo le note di copertina di So Good:
Musicisti
- Zara Larsson – voce, cori
- Chris Laws – batteria
- Ed Sheeran – chitarra, cori
- Steve Mac – pianoforte, tastiera

Produzione
- Steve Mac – produzione
- Dann Pursey – ingegneria del suono
- Chris Laws – ingegneria del suono
- Phil Tan – missaggio
- Bill Zimmerman – assistenza all'ingegneria del suono, ingegneria del suono aggiuntiva
- Michelle Mancini – mastering

## Classifiche
| Classifica (2017) | Posizione massima |
| ----------------- | ----------------- |
| Svezia            | 36                |